# Witte zeealen
Witte zeealen (Myrocongridae) zijn een familie van straalvinnige vissen uit de orde van Palingachtigen (Anguilliformes).

## Geslacht
- Myroconger Günther, 1870